# La carne
La carne és una pel·lícula italiana del 1991 escrita i dirigida per Marco Ferreri. Es va presentar en competició al 44è Festival Internacional de Cinema de Canes.Ha estat doblada al català.

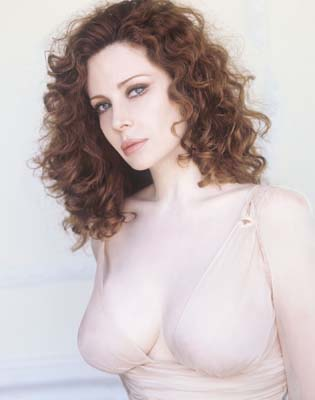
Francesca Dellera és Francesca

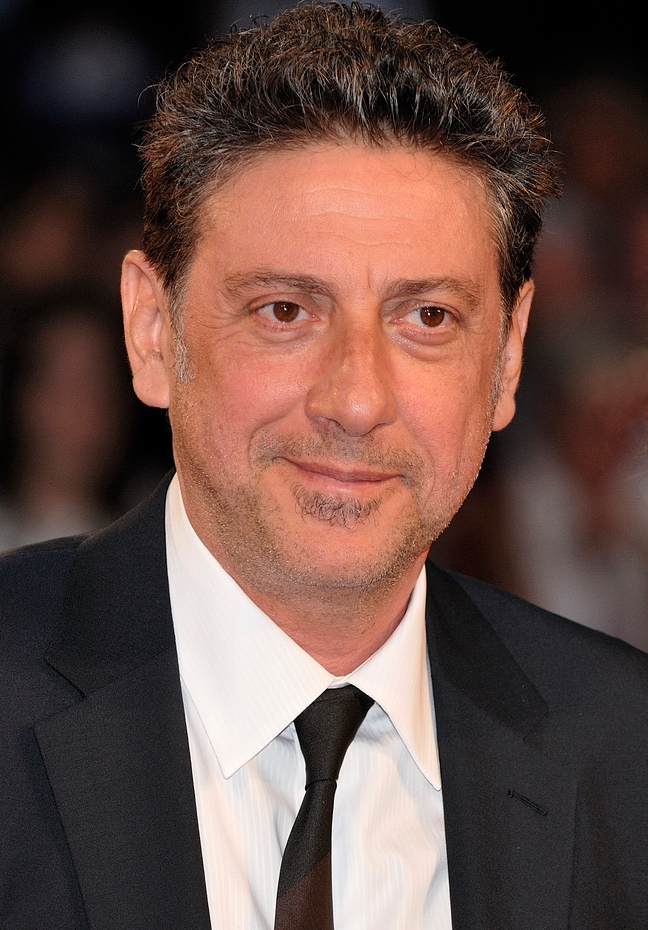
Sergio Castellitto és Paolo

## Argument
Paolo és un empleat municipal, que en el seu temps lliure treballa al pianobar d'un club, està divorciat i té dos fills que viuen amb la seva exdona. Paolo recorda sovint la seva mare i la primera comunió, amb la qual sembla viure una experiència totalitzadora en el diví.
Al night club del seu amic Nicola, Paolo coneix la jove Francesca, que torna d'una relació amb un guru indi, que acaba d'avortar i està sola. La intimitat es desenvolupa entre tots dos: per a Paolo és la victòria de l'ultrasexual i de la fusió la que el completa i l'exalta, una fusió que la sacerdotessa li assegura gràcies a una tècnica oriental especial, que permet a la parella un estat d'eficiència permanent.
Es tanquen a la seva casa de platja al sud de Roma on, després d'omplir la nevera, passen el temps menjant i fent l'amor, interromputs només per una ràpida incursió dels seus dos fills visitant Paolo i per un grup d'amics.
Però la Francesca és una migrant, com les cigonyes que volen a prop i en un moment donat pensen anar a altres costes, mentre que la parella entén que per "comunicar-se" realment només hi ha una alternativa: o estimar-se un a l'altre totalment, o arrencar a trossos aquell cos femení tan blanc i voluptuós, posar-lo a la nevera i menjar-lo vora el mar davant el sol.
Així, després d'haver fet l'amor animalista a la gossera de l'estimat gos Giovanni, la bogeria ansietat de Paolo queda satisfeta.
La mata, la dissecciona i la guarda a la nevera per menjar-se-la.

## Repartiment
- Sergio Castellitto: Paolo Bellerio
- Francesca Dellera: Francesca
- Philippe Léotard: Nicola
- Farid Chopel: Aldo
- Petra Reinhardt: Joanna
- Gudrun Gundlach: dona alletant a la platja
- Nicoletta Boris: propietària del bar
- Massimo Bucchi: sacerdot
- Sonia Topazio: caixera del supermercat
- Pino Tosca: carrabiner
- Eleonora Cecere: filla de Paolo
- Matteo Ripaldi: fill de Paolo

## Producció
El títol La carne va ser suggerit a Marco Ferreri per Ciro Ippolito, que inicialment havia de produir la pel·lícula. Hippolytus havia estrenat una pel·lícula porno estatunidenca del mateix títol deu anys abans. En un principi, Marco Ferreri havia pensat en Paolo Villaggio per al paper principal, però en estar sota contracte amb Vittorio Cecchi Gori, es va veure obligat a negar-se.
Durant el desenvolupament de la pel·lícula es reprodueix diverses vegades la part de guitarra flamenca, interpretada per Steve Howe, per la cançó Innuendo de Queen.
La banda italiana de rock Valentina Dorme va publicar l'any 2009 un àlbum anomenat La carne, que conté una cançó titulada Marco Ferreri.

## Crítiques
| «            | El desig portat fins a l'extrem del canibalisme és un punt de partida prometedor però que naufraga en una narració balbussant i confusa. | » |
| — Fotogramas | |   |